# Konrad Ekhof
Hans Konrad Dieterich Ekhof (Amburgo, 1720 – Gotha, 1778) è stato un attore teatrale tedesco.
È detto "il padre del teatro tedesco" per le innovazioni che portò nell'organizzazione teatrale. Ekhof fece parte delle maggiori compagnie teatrali dell'epoca, distinguendosi soprattutto come interprete nei drammi di Lessing, del quale accolse gli impulsi innovatori e che divenne suo amico. Durante la sua carriera di attore e direttore, Ekhof sostituì alla declamazione in uso a quei tempi una recitazione realistica, cercando di eliminare il manierismo francese allora di moda. Ekhof concepì il dramma come un insieme in cui ogni attore è su un piano di parità e deve collaborare allo spettacolo studiandone tutti gli aspetti e non solo quelli concernenti la propria parte. Contrarissimo all'improvvisazione, volle che gli attori provassero le parti sottoposti alla critica del direttore di scena.
Ekhof fu anche traduttore e drammaturgo.